# 네롤리 페어홀
네롤리 수잔 페어홀(Neroli Susan Fairhall, 1944년 8월 26일 ~ 2006년 6월 11일)은 뉴질랜드의 육상 선수로, 하반신 마비 선수로는 최초로 올림픽에 참가했다.

## 약력
1944년 크라이스트처치에서 태어났다. 1969년 오토바이 사고로 허리 아래가 마비되었다. 1976년부터  양궁을 시작했다.
브리즈번에서 열린 1982년 코먼웰스 게임에서 처음 정식 종목으로 채택된 양궁에서 비장애인과 겨뤄 금메달을 획득했다.
2년 후 로스앤젤레스에서 열린 1984년 하계 올림픽에 출전하여 35위로 경기를 마쳤다. 페어홀은 최초로 올림픽에 참가한 하반신 마비 장애인이었다.
페어홀은 패럴림픽, IPC 양궁 세계 선수권 대회 및 여러 국제 대회에서 메달을 획득했다. 1972년, 1980년, 1988년, 2000년 네 치례 하계 패럴림픽에 참가했다. 1972년 첫 패럴림픽에서는 육상 경기에 참가했고, 1980년 대회에서는 육상과 양궁에 모두 참가해 양궁 종목에서 금메달을 획득했다. 1988년과 2000년 패럴림픽에서는 양궁에만 참가했다.
1983년 신년 영예식에서 페어홀은 양궁과 장애인에 대한 공로로 대영 제국 훈장이 수여되었다. 은퇴 후에도 크라이스트처치 양궁 클럽에서 코치로 계속 활동했다. 2006년 6월 11일 61세의 나이로 장애로 인한 질병으로 사망했다.

## 같이 보기
- 패럴림픽과 올림픽에 모두 참가한 선수 목록
- 패럴림픽 명예의 전당